# USS Orleck (DD-886)
USS Orleck (DD-886) – amerykański niszczyciel typu Gearing będący w służbie United States Navy w okresie po II wojnie światowej. Patronem okrętu był Lieutenant Joseph Orleck USN (1906–1943), dowódca holownika „Nauset” (AT-89), który zginął w wyniku zatopienia okrętu przez niemiecki samolot w zatoce Salerno 9 września 1943 (pośmiertnie odznaczony Krzyżem Marynarki).
Stępkę okrętu położono 28 listopada 1944 w stoczni Consolidated Steel Corporation w Orange. Zwodowano go 12 maja 1945, matką chrzestną była wdowa po patronie okrętu. Jednostka weszła do służby 15 września 1945.
„Orleck” operował w składzie 7 Floty wspierając siły Narodów Zjednoczonych w czasie wojny koreańskiej. Przeszedł przez program Fleet Rehabilitation and Modernization (FRAM) w 1962. Służył jako okręt dozorujący samoloty na Yankee Station w zatoce Tonkijskiej, brał udział w operacji Sea Dragon oraz patrolach i operacjach ratowniczych, udzielał wsparcia artyleryjskiego oddziałom na lądzie w czasie wojny w Wietnamie. Asystował w odbieraniu lądującej kapsuły powrotnej statku Gemini 4.
„Orleck” został wycofany ze służby 1 października 1982 i został przekazany Turcji. Przemianowany na TCG „Yücetepe” (D 345) został skreślony z listy amerykańskich okrętów 6 sierpnia 1987. 12 sierpnia 2000 został przekazany do Southeast Texas War Memorial and Heritage Foundation w Orange przez turecki rząd w celu stworzenia z niego okrętu-muzeum w Lake Charles stanu Luizjana.